# 愛の神、エロス
『愛の神、エロス』（原題：Eros）は、2004年の香港・アメリカ合衆国・イタリア合作のオムニバス・ドラマ映画であり、ウォン・カーウァイ監督の『エロスの純愛〜若き仕立屋の恋』（The Hand）、スティーヴン・ソダーバーグの『エロスの悪戯〜ペンローズの悩み』（Equilibrium）、ミケランジェロ・アントニオーニの『エロスの誘惑〜危険な道筋』（The Dangerous Thread of Things）の3章から構成される。
カーウァイ監督の『若き仕立屋の恋 Long version』も、2004年の第61回ヴェネツィア国際映画祭で非公開のプレミア作品として上映された。

## ストーリー
若き仕立て屋の恋
1963年の香港にて、仕立て屋のジンで修業をするチャンは、得意客である高級娼婦のホアの元を訪れる。ホアは一仕事終えた後、チャンを寝室に招き入れ、「ズボンを脱げ。従わないと師匠に言う」と告げる。チャンがその通りにすると、ホアが太ももを愛撫しながら「あなたには才能がある。あなたはいつか私の仕立て屋になる」と言う。以降、チャンはホアから指名を受け、たくさんドレスを仕立ててきた。あの時のように愛撫してもらうことはなくても、ドレスを作るたびに、彼女が太ももに触れた感覚がよみがえり、胸がいっぱいになった。
ペンローズの夢
1955年のニューヨークで精神分析医をしているパールのもとに、広告クリエイターのニック・ペンローズが受診しに来る。
ペンローズは目覚まし時計に関する新たなコンセプトを生み出すことに苦心しており、風呂に入っていた女が身支度を整えてベッドの中にいるペンローズにキスする夢を見ていた。ペンローズはこの女が誰だか思い出せずやきもきしていた。
危険な道筋
トスカーナ旅行に来ていた、アメリカ人男性クリストファーとその妻であるイタリア人クロエは夫婦関係の行き詰まりに直面し、気まずい雰囲気のまま昼食を食べ、ついには別れてしまう。クリストファーは昼食の際に会った若い女性と、浜辺の塔で再会する。

## キャスト
『エロスの純愛〜若き仕立屋の恋』
- ホア - コン・リー（日本語吹替：塩田朋子）
- シャオ・チャン - チャン・チェン（日本語吹替：森川智之）

『エロスの悪戯〜ペンローズの悩み』
- パール医師 - アラン・アーキン（日本語吹替：土師孝也）
- ニック・ペンローズ - ロバート・ダウニー・Jr（日本語吹替：平田広明）
- 夢の女 - エル・キーツ

『エロスの誘惑〜危険な道筋』
- クリストファー - クリストファー・ブッフホルツ（日本語吹替：内田直哉）
- クロエ - レジーナ・ネムニ（日本語吹替：唐沢潤）
- リンダ - ルイーザ・ラニエリ

## スタッフ
『エロスの純愛〜若き仕立屋の恋』
- 監督 - ウォン・カーウァイ
- 脚本 - ウォン・カーウァイ
- 製作 - ウォン・カーウァイ、ジャッキー・パン
- 製作総指揮 - チャン・イーチェン
- 音楽 - ペール・ラーベン
- 撮影 - クリストファー・ドイル
- 編集 - ウィリアム・チャン

『エロスの悪戯〜ペンローズの悩み』
- 監督 - スティーヴン・ソダーバーグ
- 脚本 - スティーヴン・ソダーバーグ
- 製作 - グレゴリー・ジェイコブズ
- 撮影 - スティーヴン・ソダーバーグ
- 編集 - スティーヴン・ソダーバーグ

『エロスの誘惑〜危険な道筋』
- 監督 - ミケランジェロ・アントニオーニ
- 原案 - ミケランジェロ・アントニオーニ
- 脚本 - ミケランジェロ・アントニオーニ、トニーノ・グエッラ
- 製作 - ラファエル・ベルドゥゴ、ステファーヌ・チャルガディエフ、ドメニコ・プロカッチ、ジャック・バール
- 製作総指揮 - ダニエル・ジェゴフ
- 音楽 - エンリカ・アントニオーニ、ヴィニチオ・ミラニ
- 撮影 - マルコ・ポンテコルヴォ
- 編集 - クラウディオ・ディ・マウロ

## 評価
レビュー・アグリゲーターのRotten Tomatoesでは67件のレビューで支持率は34%、平均点は4.80/10となった。Metacriticでは22件のレビューを基に加重平均値が51/100となった。
『シカゴ・サンタイムズ』のロジャー・イーバートは、『エロスの純愛〜若き仕立屋の恋』に4ツ星満点、『エロスの悪戯〜ペンローズの悩み』に3ツ星、『エロスの誘惑〜危険な道筋』に1ツ星を与えた。

## 『若き仕立屋の恋 Long version』
『若き仕立屋の恋 Long version』（原題：愛神 手、英題：The Hand）は、ウォン・カーウァイが2001年製作のオムニバス映画「愛の神、エロス」の一編として発表した短編「若き仕立屋の恋」のロングバージョン。2004年の第61回ヴェネツィア国際映画祭で非公開のプレミア作品として上映された他、2018年北京国際映画祭で上映された。日本では2023年4月に劇場初公開。